# Anders Flodin
Bengt Anders Flodin, född 27 mars 1961 i Almby, är en svensk tonsättare, musiker och musikpedagog. Han undervisar sedan 1996 i musikteori, komposition och arrangering vid Musikhögskolan vid Örebro universitet.
Anders Flodin studerade åren 1980–82 musikteori och komposition för Sune Smedeby på Kävesta folkhögskolas musiklinje. Mellan åren 1983 och 1987 studerade han vid Musikhögskolan i Örebro för bland andra Olov Helge. Under åren 1987–89 bedrev fortsatta kompositionsstudier för Olav Anton Thommessen vid Norges Musikhögskola. Åren 1990–1993 studerade han komposition för bland andra Vladimir Bokes på Musikhögskolan i Bratislava och för Svatopluk Havelka på Musikhögskolan i Prag. Under åren 1985–1990 återvände han till flera sommarkurser i elektroakustisk musik för Rolf Enström och i komposition för Jan W. Morthenson på Nordens Folkhögskola Biskops-Arnö.
Anders Flodins musik har framförts såväl i Sverige som utomlands och han har samarbetat med flera framstående solister, ensembler och orkestrar.
Flodin är sedan 1995 medlem i Föreningen svenska tonsättare.

## Priser och utmärkelser
- 1982 – Örebro läns landstings kulturstipendium[5]
- 2001 – Carin Malmlöf-Forsslings Pris

## Verkförteckning
- Timat, balettmusik för kammarorkester (1990)
- Klapperfält för flöjt (1991)
- 1991 för orgel (1991)
- Nocturne för saxofonkvartett (1992)
- Konsertant musik för blåskvintett, violin, viola, cello och kontrabas (1994)
- Såg i min natt, vi störtade alla, sade: kom kom kom för blandad kör a cappella till text av Arne Johnsson (1994)
- Trio för 3 gitarrer (1994)
- Preludium för piano (1995)
- Sinfonia för orkester (1996)
- Musik för orgel (1996)
- Konsert över fragment till en pianokonsert i h-moll av E Grieg för piano och orkester (1997)
- Pianotrio (1997)
- Bildningsoverture för orkester (1998)
- 1998, resonansmodeller för orgel (1998)
- Tre sånger för sopran och piano till text av Joseph Brodsky (1998)
  1. ”Alla hundar är uppätna”
  2. ”Jag var bara det”
  3. ”När isen sopar igen havet”
- Fragment utan titel för piano (1999)
- Stråkkvartett nr 3 (2000)
- Studio-Cadenza för klarinett (2000)
- Il ritorno di Gottfried Reiche för orkester och tape (2001)
- Presto (misura 80–83) för stråkorkester (2001)
- 12 upplevelsepassager, sonat för violin och piano (2001)
- Momenti d’organo för orgel (2001)
- Konsert violin och stråkorkester (2002)
- Aria för piano (2002)
- Col age för stråkorkester (2003)
- Tid efter mörkrets färger, en skräckopera med libretto av tonsättaren (2003)
- Svart stämma för valfria instrument (2004)
- Danza macabra för gitarr (2004)
- Handdeltats slut, stråktrio (2005)
- Mellan två vatten för fyrhändigt piano (2005)
- En alltför högljudd ensamhet, tre instrumentala madrigaler för flöjt och stråkorkester (2006)
- Cold Prometheus för blandad kör med ackompanjemang (2007)
- Purgatorio för kör och orkester (2008)
- Venetianska strofer för saxofonkvartett (2008)
- Fanfar och eko för 2 trumpeter och 2 tromboner (2008)
- Marsyas för oboe (2008)
- ... för den stund, då din högra hand behöver vila ... för piano vänster hand (2008)
- Rejchametamorfoser för slagverk (2008)
- Cadenza e coda för flöjtorkester (2009)
- Quattro pezzi för gitarr (2009)
- Tre sånger för sopran/mezzosopran och piano till text av Federico García Lorca (2010)
  1. ”Si muero, dejad el balcón abierto”
  2. ”Me despediré”
  3. ”Ya pasó el fin del mundo”
- Marche pour la cérémonie des Turcs för blandad kör och orkester (2011)
- Corona – Apotheosis för stråkorkester (2011)
- Nuage nuage för flöjt, horn och kontrabas (2011)
- Arezzo – viaggio delle figure för piano (2011)
- Sonata quasi una fantasia för cello och piano (2012)
- Die Harmonie der Sphären för 2 pukor (2012)
- Canzoniere, elektroakustisk musik för kontrabas och dator (2012)
- La storia di Gilgamesh – Sintesi för fyrhändigt piano (2013)
- Pre-Senza för 2 slagverkare (2013)
- Kailash, elektroakustisk musik (2013)
- Suono, testa, allucinazione, virus för piano (2014)